# Богуш-Шишко, Михал
Михал Богуш-Ши́шко (пол.  Michał Bohusz Szyszko); (8 ноября 1811, Вороничи, Минская губерния — 28 февраля [12 марта] 1877, Aĺchoŭka, Минская губерния) — польский культурный деятель, архивист, переводчик, историк, лингвист, энциклопедист.

## Биография
Родился в деревне Вороничи в шляхетской семье. Родители: Ришард Шишко (Ryszard Szyszko) и Каролина Кучевска (Karolina Kuczewska). Окончил виленскую гимназию и Виленский университет (1832), знал более 10 языков. До 1838 года переводчик минского межевого (подкоморского) суда. Затем жил в Санкт-Петербурге.

## Археографическая работа
С 1860 по 1873 год по приглашению несвижского ордината князя Вильгельма Радзивилла служил архивариусом в Несвиже, работая над систематизацией частного собрания документов князей Радзивиллов. В его обязанности входила работа с документами, касающимися истории и литературы.
Так, например, в Литовском государственном историческом архиве находится составленная Богушем-Шишкой опись документов за 1410―1787 гг. и список известных лиц, указанных в документах (ЛДИА, фонд 1280 ― «Радзивиллы, князья», ч. 1, 1416—1922).
Оказывал помощь в поиске нужных документов историкам, приезжавшим в Несвиж ― Н. И. Костомарову, П. А. Гильтебрандту и другим.
В «Архиве Радзивилловском» опубликовал ряд сведений по истории Польши, Белоруссии и Литвы: об ответе короля Сигизмунда III русским послам в 1610 году, о Лоевской битве 1649 года, о битве под Олькениками1700 года, речь Яна Собесского после срыва сейма в Гродно (1688), акт Барской конфедерации 1768 года, дневник военного похода на русские земли в 1660 году, документы суда над философом Казимиром Лыщинским, письма Кароля Станислава Радзивилла к князю Н. В. Репнину и др.

## Литературная деятельность
Наравне с известными учёными ― профессором Флорианом Чепелинским, писателем и филологом Януарием Филипповичем, поэтом Винцентом Каратынским, писателем и переводчиком Вальеряном Томашевичем, историком Александром Здановичем, ― участвовал в работе над «Словарём польского языка» (Вильно, 1861).
В 1858—1859 гг. участвовал в создании польской «Всеобщей энциклопедии» («Encyklopedia Powszechna») Самуэля Орьгельбранда, первый том которой появился в 1868 году.
На основе несвижских документов написал «Очерк жизни князя Михала Кшиштофа Радзивилла, прозванного Сироткой», «Диариуш князя Михала Казимира Радзивилла», «Историю Острожской ординации» (не издана).
Перевёл на польский язык
- «Исповедь» («Wyznania») Августина Аврелия (тт. 1-2, 1844)
- «Путешествия» А. Гумбольдта (тт. 1-4, 1861)
- «Очерк всеобщей истории» Г. Вебера (тт.1-2, 1862)
- «Письма Св. Бернарда» Бернарда Клервоского (1849)

Перевёл латинскую часть «Житии архиепископов Гнезненских, Примасов Короны Польской и Великого княжества Литовского, от Валтибальда до Анджея Ольшовского» (1860).